# Park Ji-min (1997)
Park Ji-min, accreditata anche come Jimin Park o Jamie Park, (Daejeon, 5 luglio 1997) è una cantante, personaggio televisivo e attrice sudcoreana.
È nota per essere la vincitrice della prima stagione del programma televisivo K-pop Star ed è stata membro del duo 15& dal 2012 al 2016 e del progetto musicale MOLA. È stata la conduttrice dello spettacolo televisivo After School Club.

## Discografia

### EP
- 2016 – 19 to 20
- 2018 – jiminxjamie

## Filmografia

### Televisione
- K-pop Star 1 (2012)

## Riconoscimenti
- Seoul Music Award[4]
  - 2015 – candidatura al Bonsang Award, Popularity Award e Hallyu Special Award